# Newrybar
Newrybar är en ort i Australien. Den ligger i kommunen Ballina och delstaten New South Wales, i den sydöstra delen av landet, omkring 610 kilometer norr om delstatshuvudstaden Sydney. Antalet invånare är 579.
Närmaste större samhälle är Lennox Head, omkring 10 kilometer sydost om Newrybar. 
I omgivningarna runt Newrybar växer i huvudsak städsegrön lövskog. Runt Newrybar är det ganska tätbefolkat, med 80 invånare per kvadratkilometer. Genomsnittlig årsnederbörd är 1 858 millimeter. Den regnigaste månaden är januari, med i genomsnitt 298 mm nederbörd, och den torraste är oktober, med 40 mm nederbörd.